# Чемпионат Австрии по волейболу среди мужчин
Чемпионат Австрии по волейболу среди мужчин — ежегодное соревнование мужских волейбольных команд Австрия. Проводится с 1953 года.
Соревнования проходят в двух дивизионах — 1-й и 2-й бундеслигах. Организатором чемпионатов является Австрийская волейбольная лига.

## Формула соревнований (1-я бундеслига)
Чемпионат в 1-й бундеслиге (сезон 2024/2025) проводился в два этапа — предварительный и плей-офф. На предварительной стадии 10 команд играли в 2 круга. 8 лучших вышли в плей-офф и далее по системе с выбыванием определили финалистов, которые разыграли первенство. Серии матчей плей-офф проводились до трёх (в четвертьфинале и полуфинале) и до четырёх (в финале) побед одного из соперников.
За победы со счётом 3:0 и 3:1 команды получают 3 очка, 3:2 — 2 очка, за поражение со счётом 2:3 — 1 очко, 0:3 и 1:3 — 0 очков.
В чемпионате 2024/25 в 1-й бундеслиге участвовали 10 команд: «Хипо Тироль» (Инсбрук), «Райффайзен» (Хартберг), «Задруга Айх-Доб» (Блайбург), «Рид-Инкрайсс» (Рид-им-Иннкрайс), «Холдинг» (Грац), «Унион-Райффайзен-Вальдвертель» (Цветтль-на-Родле), «Нидеростеррайх» (Амштеттен), «Сокол-Пост» (Вена), «Спортунион» (Санкт-Пёльтен), «Келаг-Вёртер-Зее-Лёвен» (Клагенфурт). Чемпионский титул в 3-й раз подряд выиграл «Хипо Тироль», победивший в финале «Райффайзен» 4-0 (3:0, 3:0, 3:0, 3:0). 3-е место заняла «Задруга Айх-Доб». 

## Чемпионы
| - 1953 «Сокол» Вена - 1954 «Сокол» Вена - 1955 «Сокол» Вена - 1956 «Сокол» Вена - 1957 «Олимпия» Вена - 1958 «Олимпия» Вена - 1959 «Блау-Гельб» Вена - 1960 «Блау-Гельб» Вена - 1961 «Блау-Гельб» Вена - 1962 «Блау-Гельб» Вена - 1963 «Блау-Гельб» Вена - 1964 «Блау-Гельб» Вена - 1965 «Блау-Гельб» Вена - 1966 «Блау-Гельб» Вена - 1967 «Блау-Гельб» Вена - 1968 «Сокол» Вена - 1969 «Прадль» Инсбрук - 1970 «Прадль» Инсбрук - 1971 «Прадль» Инсбрук - 1972 ДТИ Вена - 1973 ДТИ Вена - 1974 ДТИ Вена - 1975 ДТИ Вена - 1976 ДТИ Вена - 1977 ДТИ Вена - 1978 ДТИ Вена - 1979 ДТИ Вена - 1980 «Сокол» Вена - 1981 «Тиролия» Вена - 1982 «Пост» Вена - 1983 «Тиролия» Вена - 1984 «Тиролия» Вена - 1985 «Тиролия» Вена - 1986 «Сокол» Вена - 1987 «Сокол» Вена - 1988 «Сокол» Вена - 1989 «Сокол» Вена | - 1990 «Сокол» Вена - 1991 «Сокол» Вена - 1992 «Донаукрафт» Вена - 1993 «Донаукрафт» Вена - 1994 «Донаукрафт» Вена - 1995 «Зальцбург» - 1996 «Донаукрафт» Вена - 1997 «Донаукрафт» Вена - 1998 «Донаукрафт» Вена - 1999 «Донаукрафт» Вена - 2000 «ХотВоллейс» Вена - 2001 «ХотВоллейс» Вена - 2002 «ХотВоллейс» Вена - 2003 «ХотВоллейс» Вена - 2004 «ХотВоллейс» Вена - 2005 «Тироль» Инсбрук - 2006 «Тироль» Инсбрук - 2007 «ХотВоллейс» Вена - 2008 «ХотВоллейс» Вена - 2009 «Тироль» Инсбрук - 2010 «Тироль» Инсбрук - 2011 «Тироль» Инсбрук - 2012 «Хипо Тироль» Инсбрук - 2013 «Посойильница» Блайбург - 2014 «Хипо Тироль» Инсбрук - 2015 «Хипо Тироль» Инсбрук - 2016 «Хипо Тироль» Инсбрук - 2017 «Хипо Тироль» Инсбрук - 2018 «Посойильница» Блайбург - 2019 «Посойильница» Блайбург - 2020 Чемпионат не завершён. Итоги не подведены - 2021 «Холдинг» Грац - 2022 «Унион-Райффайзен-Вальдвертель» Цветтль-на-Родле - 2023 «Хипо Тироль» Инсбрук - 2024 «Хипо Тироль» Инсбрук - 2025 «Хипо Тироль» Инсбрук |